# Миллс, Ноуэл
Ноуэл Эдвард Миллс (англ. Noel Edward Mills; 13 января 1944, Окленд — 8 декабря 2004, неизвестно) — новозеландский гребец, выступавший за сборную Новой Зеландии по академической гребле в 1970-х годах. Серебряный призёр летних Олимпийских игр в Мюнхене, обладатель бронзовой медали чемпионата мира, серебряный призёр чемпионата Европы, победитель и призёр многих регат национального значения. Также известен как тренер по гребле и девелопер.

## Биография
Ноуэл Миллс родился 13 января 1944 года в Окленде, Новая Зеландия.
Занимался академической греблей в городе Факатане, проходил подготовку в местном одноимённом клубе Whakatane Rowing Club.
Дебютировал на взрослом международном уровне в сезоне 1971 года, когда вошёл в основной состав новозеландской национальной сборной и выступил на чемпионате Европы в Копенгагене, где в зачёте распашных рулевых четвёрок стал четвёртым.
Благодаря череде удачных выступлений удостоился права защищать честь страны на летних Олимпийских играх 1972 года в Мюнхене. В распашных безрульных четвёрках в финале пришёл к финишу вторым позади команды из Восточной Германии и тем самым завоевал серебряную олимпийскую медаль.
После мюнхенской Олимпиады Миллс остался в составе гребной команды Новой Зеландии и продолжил принимать участие в крупнейших международных регатах. Так, в 1973 году он побывал на европейском первенстве в Москве, откуда привёз награду серебряного достоинства, выигранную в паре с Вибо Велдманом в программе распашных безрульных двоек.
В 1978 году на домашнем чемпионате мира в Карапиро стал бронзовым призёром в восьмёрках, уступив в финале командам из ГДР и ФРГ.
В течение 1970-х годов Миллс в общей сложности 12 раз выигрывал национальное первенство Новой Зеландии в различных гребных дисциплинах.
Завершив спортивную карьеру, проявил себя на тренерском поприще, подготовил множество экипажей в своём родном клубе Whakatane.
Помимо занятий спортом работал в строительной сфере, в конце 1990-х годов переехал на постоянное жительство в Брисбен, Австралия, где вместе со своим сыном был сотрудником девелопинговой компании.
Умер 8 декабря 2004 года в возрасте 60 лет.